# Charles Moore (1. markiz Drogheda)
Charles Moore (ur. 29 czerwca 1730, zm. 22 grudnia 1822) – brytyjski arystokrata, wojskowy i polityk, syn Edwarda Moore’a, 5. hrabiego Drogheda i lady Sarah Ponsonby, córki 1. hrabiego Bessborough. Pochodził z Irlandii. W 1758 r., po śmierci ojca, odziedziczył tytuł hrabiego Drogheda. W latach 1764–1765 był głównym sekretarzem Irlandii. Przez 4 lata, od 1776 r., zasiadał w Izbie Gmin jako deputowany z okręgu Horsham. W 1791 r. został markizem Drogheda i zasiadł w Izbie Lordów. Był marszałkiem polnym British Army, kawalerem Orderu Św. Patryka (od 1783) oraz członkiem Tajnej Rady.
15 lutego 1766 r. poślubił lady Anne Seymour-Conway (1 sierpnia 1744 – 4 listopada 1784), córkę Francisa Seymour-Conwaya, 1. markiza Hertford i lady Isabelli FitzRoy, córki 2. księcia Grafton. Charles i Anne mieli razem dwóch synów i trzy córki:
- Edward Moore (23 sierpnia 1770 – 6 lutego 1837), 2. markiz Drogheda, nie ożenił się i nie miał dzieci
- Henry Seymour Moore (zm. sierpień 1825), ożenił się z Mary Parnell, miał z nią syna Henry’ego, 3. markiza, który zmarł bezpotomnie
- Elisabeth Moore (14 marca 1771 – 18 marca 1841), żona George’a Nugenta, 7. hrabiego Westmeath, miała dzieci
- Mary Moore (1776 – 22 lutego 1842), żona Alexandra Stewarta of Ards, miała dzieci
- Frances Moore (1784 – 5 października 1833), żona Johna Vandeleura, miała dzieci